# 酸化トリブチルスズ
酸化トリブチルスズ（さんかトリブチルスズ、英: Tributyltin oxide、略称TBTO）は有機スズ化合物の一種。トリブチルスズ（TBT）の酸化物として、船底塗料や漁網防汚剤、農業用殺菌剤として使用された。

## 用途
1960年6月27日に農薬登録を受け、梨・ネギ・タマネギの黒斑病の防除に使われたほか、船底や漁網に貝類が付着するのを防止するための船底塗料や漁網防汚剤、木材防腐剤や靴・靴下・おむつカバーなどの殺菌剤としての用途もあった。農薬としては、1977年1月28日に登録失効した。

## 安全性
日本の毒物及び劇物取締法では劇物に指定されている。半数致死量（LD50）はラットへの経口投与の場合、127-234mg/kg、92-194 mg/kgのデータがある。皮下投与の場合はラットで605mg/kg。皮膚や目、呼吸器に強い刺激性がある。マスノスケの96時間半数致死濃度（LC50）は1.5μg。1987年に、イギリスで船底塗料としての使用禁止、アメリカ合衆国環境保護庁による認可の取り消し、日本での全国漁業協同組合連合会および全国かん水養魚協会が消費者団体からの要請に応じ使用自粛を決めた。2001年には国際海事協会が船舶へのTBT系塗料の塗布禁止、2008年から同系塗料を使用した船舶（コーティングなどで溶出防止措置を施した船舶を除く）の航行を禁止した。